# Campeonato Mundial de Ciclismo de Montaña de 2015
El XXVI Campeonato Mundial de Ciclismo de Montaña se celebró en la estación de Vallnord (Andorra) entre el 31 de agosto y el 6 de septiembre de 2015, bajo la organización de la Unión Ciclista Internacional (UCI) y la Unión Ciclista de Andorra.
Las competiciones se realizaron en el Bike Park de la estación de Vallnord, sector Pal. Se compitió en 4 disciplinas, las que otorgarán un total de 10 títulos de campeón mundial:
- Descenso (DH) – masculino y femenino
- Campo a través (XC) – masculino, femenino y relevo mixto
- Campo a través por eliminación (XCE) – masculino y femenino
- Trials (TRI) – masculino 20″, masculino 26″ y femenino 20″/26″

## Resultados

### Masculino
| Evento                                 | Oro                               | Plata                           | Bronce                                  |
| -------------------------------------- | --------------------------------- | ------------------------------- | --------------------------------------- |
| Descenso (06.09)                       | Loïc Bruni Francia 4:19,585       | Greg Minnaar Sudáfrica 4:21,950 | Josh Bryceland Reino Unido 4:24,361     |
| Campo a través (05.09)                 | Nino Schurter · Suiza · 1:29:22   | Julien Absalon Francia 1:29:32  | Ondřej Cink · República Checa · 1:30:37 |
| Campo a través por eliminación (01.09) | Daniel Federspiel · Austria ·     | Samuel Gaze Nueva Zelanda       | Simon Gegenheinmer · Alemania ·         |
| Trials 20″ (04.09)                     | Abel Mustieles · España · 26 pts. | Lucien Leiser · Suiza · 34 pts. | Benito Ros Charral · España · 36 pts.   |
| Trials 26″ (05.09)                     | Vincent Hermance Francia 23       | Jack Carthy Reino Unido 25      | Kenny Belaey · Bélgica · 26             |

### Femenino
| Evento                                 | Oro                                    | Plata                                    | Bronce                                |
| -------------------------------------- | -------------------------------------- | ---------------------------------------- | ------------------------------------- |
| Descenso (06.09)                       | Rachel Atherton Reino Unido 5:08,488   | Manon Carpenter Reino Unido 5:11,726     | Tracey Hannah Australia 5:18,461      |
| Campo a través (05.09)                 | Pauline Ferrand-Prévot Francia 1:52:44 | Irina Kalentieva · Rusia · 1:53:42       | Yana Belomoina · Ucrania · 1:54:20    |
| Campo a través por eliminación (01.09) | Linda Indergand · Suiza ·              | Ingrid Bøe Jacobsen · Noruega ·          | Kathrin Stirnemann · Suiza ·          |
| Trials 20″/26″ (04.09)                 | Janine Jungfels Australia 22 pts.      | Tatiana Janíčková · Eslovaquia · 32 pts. | Nina Reichenbach · Alemania · 33 pts. |

### Mixto
| Evento                             | Oro                                                                                | Plata                                                                                     | Bronce                                                                                      |
| ---------------------------------- | ---------------------------------------------------------------------------------- | ----------------------------------------------------------------------------------------- | ------------------------------------------------------------------------------------------- |
| Campo a través por relevos (02.09) | Victor Koretzky Jordan Sarrou Pauline Ferrand-Prévot Antoine Philipp Francia 52:45 | Simon Andreassen Niels Rasmussen Annika Langvad Sebastian Fini Carstensen Dinamarca 53:09 | Marco Aurelio Fontana · Francesco Bonetto · Eva Lechner · Gioele Bertolini · Italia · 53:46 |

## Medallero
| Núm. | País            | Oro | Plata | Bronce | Total |
| ---- | --------------- | --- | ----- | ------ | ----- |
| 1    | Francia         | 4   | 1     | 0      | 5     |
| 2    | Suiza           | 2   | 1     | 1      | 4     |
| 3    | Reino Unido     | 1   | 2     | 1      | 4     |
| 4    | Australia       | 1   | 0     | 1      | 2     |
| 4    | España          | 1   | 0     | 1      | 2     |
| 6    | Austria         | 1   | 0     | 0      | 1     |
| 7    | Dinamarca       | 0   | 1     | 0      | 1     |
| 7    | Eslovaquia      | 0   | 1     | 0      | 1     |
| 7    | Noruega         | 0   | 1     | 0      | 1     |
| 7    | Nueva Zelanda   | 0   | 1     | 0      | 1     |
| 7    | Rusia           | 0   | 1     | 0      | 1     |
| 7    | Sudáfrica       | 0   | 1     | 0      | 1     |
| 13   | Alemania        | 0   | 0     | 2      | 2     |
| 14   | Bélgica         | 0   | 0     | 1      | 1     |
| 14   | Italia          | 0   | 0     | 1      | 1     |
| 14   | República Checa | 0   | 0     | 1      | 1     |
| 14   | Ucrania         | 0   | 0     | 1      | 1     |
|      | TOTAL           | 10  | 10    | 10     | 30    |